# 东午寄普润院
东午寄普润院，位于山西省临汾市翼城县里砦镇东午寄村。
1983年1月，普润院正殿公布为翼城县文物保护单位。2021年8月4日，东午寄普润院公布为第六批山西省文物保护单位，编号6-235。